# Hippocrates
Hippocrates (phiên âm Việt ngữ: Hi-pô-crat) được xem là cha đẻ của Y học và là người thầy thuốc vĩ đại nhất lịch sử thời Hy Lạp cổ đại (Pericles).
Ông là người Hy Lạp, có tên thường được gọi là "Iπποκράτης ὁ Κῷος" (tiếng Hy Lạp), đọc là Hippokrátē ho Kṓos (phiên âm Quốc tế: / hɪˈpɒkrətiːz o kɑs/), còn được gọi là Hippocrates II để phân biệt với Hippocrates I là ông nội - vốn được coi là tác giả của những tác phẩm văn học cổ đại sớm nhất là cuốn De Fracturis và De Articulis.
Ông sinh năm 460 TCN tại đảo Kos (Côt, ở Hy Lạp) và mất vào khoảng năm 380-370 TCN ở Larissa thuộc vùng Thessaly. Hơn 2000 năm qua, người ta vẫn nhắc tới ông chủ yếu vì ông không chỉ là người sáng lập ra Y học, có tài năng điều trị giỏi, đạo đức nghề nghiệp tốt, mà còn được xem là tác giả của Lời thề Hippocrates (Hippocratic Oath) nổi tiếng mọi bác sĩ đều phải tuân theo. Ngoài ra, ông và các môn đệ còn để lại nhiều tác phẩm về y học, tạo nên các lý thuyết được gọi là học thuyết Hippocrates (Hippocratic theory),  trong đó thực hành y khoa phải dựa trên cơ sở các quan sát và nghiên cứu cơ thể con người, cũng như tin tưởng rằng bệnh tật là do nguyên nhân có thể tìm hiểu được, mà không phải do sức mạnh siêu nhiên hoặc do người bệnh đã dám có ý nghĩ tội lỗi hay báng bổ thần thánh đương thời. Ông cũng là người sáng lập Trường Y học Hippocrates (Hippocratic School of Medicine).
Ông cũng cho rằng cơ thể phải được nhìn nhận như là một tổng thể chứ không phải là một tập hợp rời rạc của từng bộ phận. Ông đã miêu tả chính xác nhiều triệu chứng bệnh và là thầy thuốc đầu tiên miêu tả các triệu chứng của viêm phổi cũng như động kinh ở trẻ em. Ông cũng tin tưởng vào quá trình lành bệnh tự nhiên thông qua nghỉ ngơi, chế độ dinh dưỡng hợp lý, không khí trong lành và sự sạch sẽ. Ông cũng nhận thấy các cá thể khác nhau có những biểu hiện bệnh với mức độ khác nhau, có những cá thể có khả năng chống đỡ bệnh tật tốt hơn cá thể khác. Ông cũng là thầy thuốc đầu tiên cho rằng tư tưởng, suy nghĩ, tình cảm xuất phát từ não chứ không phải từ tim như nhiều người cùng thời quan niệm.
Hippocrates đã đi khắp Hy Lạp để hành nghề y, sau đó quay về đảo Cos và thành lập trường y và bắt đầu giảng dạy những tư tưởng y khoa của mình. Một số tài liệu cho rằng ông cũng tiếp cận với nền y học phương Đông. Các tư tưởng và bài giảng y khoa của ông được tập hợp thành "Tập Sao lục của Hippocrates" (Corpus hippocraticum) bao gồm 60 tác phẩm về nhiều lĩnh vực y khoa gồm chẩn đoán, dịch tễ học, sản khoa, nhi khoa, dinh dưỡng và phẫu thuật.

## Thuyết thể dịch

Magni Hippocratis medicorum omnium facile principis, opera omnia quae extant, 1657

Thuyết thể dịch (Humorism) là học thuyết về cấu tạo và hoạt động của cơ thể con người được phát triển bởi các thầy thuốc cũng như các triết gia Hy Lạp và La Mã cổ đại. Thuyết này được nâng lên một tầm cao mới cả về lý luận lẫn thực hành nhờ công của Hippocrates. Học thuyết này phát huy tác dụng đến tận thế kỷ 19.
Theo thuyết này thì cơ thể con người được cấu thành bởi bốn chất cơ bản, gọi là thể dịch. Cân bằng của bốn chất này là điều kiện cơ bản để con người khỏe mạnh. Bệnh tật là hậu quả của một tình trạng quá thừa thãi hay thiếu hụt của ít nhất một trong bốn chất này. Bốn thể dịch là: máu, mật đen, mật vàng và niêm dịch—tương ứng với bốn nguyên tố cơ bản cấu thành vũ trụ là không khí, đất, lửa  và nước. Các thể dịch này tùy theo thời gian, chế độ dinh dưỡng và hoạt động mà tăng giảm khác nhau chứ không ở trong một trạng thái tĩnh. Khi một người có quá nhiều một loại dịch nào đó thì nhân cách, thậm chí sức khỏe, của người này sẽ bị ảnh hưởng.
Theophrastus và một số người khác đưa ra một nhóm các tính cách dựa trên các thể dịch này. Những người có quá nhiều máu sẽ là người vui vẻ, năng động, lạc quan (sanguine). Những người có nhiều niêm dịch sẽ là những người chậm chạm, ể oải (phlegmatic). Những người có quá nhiều mật vàng rất hay nóng nảy (choleric) và những người có nhiều mật đen sẽ hay u buồn (melancholic).
Để điều trị bệnh, thầy thuốc phải xác định được thể dịch nào bị mất cân bằng để tái lập lại. Ví dụ nếu một người mệt mỏi, suy nhược thì có thể là do thừa niêm dịch. Nước chanh được coi là chất đối nghịch với niêm dịch vì vậy những người hay mỏi mệt thì nên dùng nước chanh. Và điều trị này trong phần lớn trường hợp tỏ ra có tác dụng.
Thuyết này không chỉ thịnh hành ở thời cổ đại mà còn là tư tưởng thống trị trong thời kỳ Tân cổ điển (neo-classical) ở châu Âu. Kiểu thực hành đặc trưng của thuyết này có thể kể: trích máu một bệnh nhân hay đặt cốc nước nóng trên đầu họ tuy theo người này được cho là thừa một loại dịch nào đó. Ngược lại, cũng có niềm tin rằng mỗi người chỉ có một lượng hữu hạn dịch thể mà thôi nên việc mất dịch thể cũng đồng nghĩa với chết.

## Lời thề Hippocrates
Cho đến hiện nay, có nhiều ý kiến khác nhau về tác giả của lời thề này. Quan niệm truyền thống cho rằng Lời thề Hippocrates do chính ông soạn thảo để hướng dẫn y sinh của mình trên con đường hành nghề thầy thuốc. Một số khác cho rằng lời thề này do các môn đồ của Pythagoras soạn ra. Thời điểm xuất hiện của lời thề này vào khoảng thế kỷ thứ tư trước Công nguyên. Một điều chắc chắn là nó đã được sửa chữa nhiều để phù hợp với hoàn cảnh lịch sử của Hy Lạp qua từng giai đoạn khác nhau.
Trong nền y học hiện đại ngày nay, lời thề này có những điểm không còn phù hợp (ví dụ không chấp nhận phá thai) tuy nhiên ý nghĩa lịch sử và tính thiêng liêng của nó vẫn có ý nghĩa vô cùng quan trọng.
Tôi xin thề trước Apollon thần chữa bệnh, trước Æsculapius thần y học, trước thần Hygieia và Panacea, và trước sự chứng giám của tất cả các nam nữ thiên thần, là tôi sẽ đem hết sức lực và khả năng để làm trọn lời thề và lời cam kết sau đây:
- Tôi sẽ coi các thầy học của tôi ngang hàng với các bậc thân sinh ra tôi. Tôi sẽ chia sẻ với các vị đó của cải của tôi, và khi cần tôi sẽ đáp ứng những nhu cầu của các vị đó. Tôi sẽ coi con của thầy như anh em ruột thịt của tôi, và nếu họ muốn học nghề y thì tôi sẽ dạy cho họ không lấy tiền công mà cũng không giấu nghề. Tôi sẽ truyền đạt cho họ những nguyên lý, những bài học truyền miệng và tất cả vốn hiểu biết của tôi cho các con tôi, các con của các thầy dạy tôi và cho tất cả các môn đệ cùng gắn bó bởi một lời cam kết và một lời thề đúng với Y luật mà không truyền cho một ai khác.
- Tôi sẽ chỉ dẫn mọi chế độ có lợi cho người bệnh tùy theo khả năng và sự phán đoán của tôi, tôi sẽ tránh mọi điều xấu và bất công.
- Tôi sẽ không trao thuốc độc cho bất kỳ ai, kể cả khi họ yêu cầu và cũng không tự mình gợi ý cho họ; cũng như vậy, tôi cũng sẽ không trao cho bất cứ người phụ nữ nào những thuốc gây sẩy thai.
- Tôi suốt đời hành nghề trong sự vô tư và thân thiết.
- Tôi sẽ không thực hiện những phẫu thuật mở bàng quang mà dành công việc đó cho những người chuyên.
- Dù vào bất cứ nhà nào, tôi cũng chỉ vì lợi ích của người bệnh, tránh mọi hành vi xấu xa, cố ý và đồi bại nhất là tránh cám dỗ phụ nữ và thiếu niên tự do hay nô lệ.
- Dù tôi có nhìn hoặc nghe thấy gì trong xã hội, trong và cả ngoài lúc hành nghề của tôi, tôi sẽ xin im lặng trước những điều không bao giờ cần để lộ ra và coi sự kín đáo trong trường hợp đó như một nghĩa vụ.
- Nếu tôi làm trọn lời thề này và không có gì vi phạm tôi sẽ được hưởng một cuộc sống sung sướng và sẽ được hành nghề trong sự quý trọng mãi mãi của mọi người. Nếu tôi vi phạm lời thề này hay tôi tự phản bội, thì tôi sẽ phải chịu một số phận khổ sở ngược lại.

## Tiểu sử
Các nhà sử học đồng ý rằng Hippocrate thực sự có tồn tại, và sinh vào khoảng năm 460 trước Công Nguyên trên hòn đảo Kos thuộc Hy Lạp, và là một thầy thuốc, một giảng viên y khoa. Tuy nhiên những thông tin khác về ông hầu hết đều là truyền thuyết và một số đã được chứng minh là không đúng
Soranus ở Ephesus, một bác sĩ phụ khoa, là người đầu tiên ghi chép về Hippocrate và là nguồn của hầu hết thông tin về Hippocrate. Những thông tin này có trong những ghi chép của Aristotle (có từ khoảng thế kỷ thứ 4 trước Công Nguyên), trong tập Suidas (thế kỷ thứ 10 Công Nguyên), và trong những tác phẩm của John Tzetzes (thế kỷ thứ 12 Công Nguyên). Soranus cho rằng Hippocrate có cha là Heraclides, một thầy thuốc và mẹ của ông là Praxitela, con gái của Phenaretis. Hippocrates có hai con trai Thessalus và Draco, một người con nuôi là Polybus, đồng thời là học trò của Hippocrate. Then Galen, một thầy thuốc sau này, Polybus mới chính là người nối nghiệp Hippocrate. Thessalus và Draco đều có một con tên là Hippocrates
Soranus viết rằng Hippocrate học nghề y từ cha và ông nội, học những ngành khác từ Democritus và Gorgias. Hippocrate cũng có thể đã học ở đền (asklepieion) của Kos, là học trò của Herodicus vùng Selymbria. Ghi chép duy nhất có cùng thời với Hippocrate nằm trong đoạn văn (dialogue) Protagoras của Plato. Hippocrate dạy y học và chữa trị cả đời, đã từng đến Thessaly, Thrace, và biển Mamara. Có thể ông đã mất ở Larissa, thọ 83 hoặc 90 tuổi, có một số người cho rằng ông sống trên 100 tuổi.